# Assérac
Assérac (bret. Azereg, gallo Aserac) – miejscowość i gmina we Francji, w regionie Kraj Loary, w departamencie Loara Atlantycka.
Według danych na rok 2010 gminę zamieszkiwało 1789 osób, a gęstość zaludnienia wynosiła 54 osoby/km².